# Tóth Béla (szobrász)
Tóth Béla (Budapest, 1941. január 23. – Csongrád, 2022. január 18.) Munkácsy Mihály-díjas szobrászművész, „a lovak szobrásza”. Fia Tóth Dávid szobrász.

## Élete
Édesapja Id. Tóth Béla öttusa- és lovassport mesteredző.
Tóth Béla a lovakkal már gyerekkorában életre szóló barátságot kötött. Gyermekkorától szenvedélyesen rajzolt állatokat, főleg lovakat. Több országos és nemzetközi díjugrató versenyen győzött, illetve állt dobogóra: országos ifjúsági díjugrató bajnokságot kétszer, mén derbyt négyszer, ugróderbit kétszer, ifjúságiként országos felnőtt MEDOSZ-bajnokságot két alkalommal nyert. 1957-ben megnyerte az országos ifjúsági díjugrató bajnokságot, amit akkor Csongrádon rendeztek. A lovak közelsége a későbbiekben fontos szerepet kapott művészi fejlődésében.
Tanulmányait Budapesten végezte, szakmai elismerései és jeles munkái 1979-ig oda kötődnek. A Képző- és Iparművészeti Gimnáziumban tanult, majd a Magyar Képzőművészeti Főiskolán szerzett diplomát. Szabó Iván szobrászművész tanítványa, később Somogyi József, Pátzay Pál szobrászművészek és Barcsay Jenő anatómiaprofesszor voltak a mesterei.
1967-től a Művészeti Alap, a mai Magyar Alkotóművészek Országos Egyesületének, 1969-től a Magyar Képző- és Iparművészek Szövetségének tagja. 1976–1982 között a Budapesti Művészeti Szakközépiskola szobrász tanára volt.
A művész 1980 óta Csongrádon élt feleségével, Takács Erikával. Két lánya és egy fia Dávid született, utóbbi szintén szobrász.
2022. január 18-án hunyt el Csongrádon. Temetését református szertartás szerint tartották 2022. február 10-én a Fiumei úti sírkertben, ahol szülei mellé temették.

## Köztéri szobrai
- Végvári vitéz (Gyula) – 1974
- Kincsem (Budapest) – 1977
- Kubikos (Csongrád) – 1979
- Kőrösi Csoma Sándor (Budapest) – 1984
- Petőfi Sándor (Szombathely) – 1987
- Tatai Diana (Tata) – 1988
- Zrínyi Miklós lovas szobra (Zalaegerszeg) – 1989
- II. Világháború áldozatainak emlékműve (Csongrád) – 1992
- Hidasi László-mellszobor (Gádoros) – 1993
- II. világháborús emlékmű (Szegvár) – 1993
- Feszty Árpád (Ópusztaszer) – 1995
- Török Ignác (Gödöllő) – 1995
- 1848–49-es diadalív (Gádoros) – 1999
- II. András (Ópusztaszer) – 2001
- Keleti Károly (Budakeszi) – 2001
- Szent István lovasszobor (Csongrád) – 2001
- Eszterházy József Antal lovasszobra (Tatabánya) – 2001
- Öveges József mellszobra (Tata) – 2002
- Hegedűs István (Budapest) – 2003
- Tóth Béla (Budapest) – 2003
- II. Rákóczi Ferenc (Oroszlány) – 2006
- 1956-os emlékmű (Szeged) – 2006
- IV. Béla-lovasszobor (Szeged) – 2010
- Kincsem (Göd) – 2016

## Díjai, elismerései
- Munkácsy Mihály-díj (2021)